# Coraline
Coraline (2002) (titlu original Coraline) este o nuvelă fantasy/horror a autorului britanic Neil Gaiman, publicată în 2002 de Bloomsbury (Marea Britanie) și Harper Collins (S.U.A.). În 2003 a primit premiul Hugo pentru "Cea mai bună nuvelă", și premiul Nebula pentru "Cea mai bună nuvelă",, după ce în 2002 primise premiul Bram Stoker pentru "Cea mai bună lucrare pentru cititorii tineri". A fost comparată cu Alice în Țara Minunilor a lui Lewis Carroll și a fost ecranizată în 2009 într-un film de stop-cadre regizat de Henry Selick.

## Acțiunea nuvelei
Povestea începe când Coraline Jones și părinții ei se mută într-o casă veche cu patru etaje. Ceilalți locatari sunt Miss Spink și Miss Forcible, două bătrâne care s-au retras de pe scenă și Bătrânul Nebun de Deasupra (al cărui nume este dezvăluit ulterior ca fiind dl. Bobo), un acrobat excentric care conduce un circ de șoareci săritori. 
Într-o zi ploioasă, Coraline nu primește permisiunea de a ieși afară, așa încât ajunge să descopere o ușă încuiată, care fusese zidită. Mergând să își viziteze vecinii, primește un mesaj de la șoareci, prin intermediul acrobatului: nu intra pe ușa aceea. În timp ce ia ceaiul cu Miss Spink și Miss Forcible, prima citește în frunzele de ceai și vede pericol în viitorul fetei, ceea ce o determină să îi dea, pentru protecție, o piatră magică. 
În ciuda acestor avertismente, Coraline profită de momentul în care este singură acasă și descuie ușa. Zidul a dispărut, iar în locul lui se află un tunel lung, care duce la un apartament identic cu cel pe care îl părăsise, locuit de Altă Mamă și Alt Tată, replici ale părinților adevărați, dar cu nasturi în loc de ochi. În această "Altă Lume", Coraline vede că totul e mai bun ca în realitate: cutia cu jucării are personaje animate care se pot mișca și zbura, cealaltă Miss Spink și cealaltă Miss Forcible joacă într-un spectacol de cabaret, iar bătrânul Nebun de Deasupra și șoarecii săi dresați fac spectacole doar pentru ea. În afară de asta, descoperă că Pisica Neagră care se plimba în jurul casei în lumea reală poate vorbi, dar fata află că ea nu aparține acelei Alte Lumi, ci a venit să o avertizeze despre un pericol iminent, căruia Coraline nu îi acordă atenție.
Cealaltă Mamă îi oferă Coralinei ocazia de a rămâne pentru totdeauna în Cealaltă Lume, cu condiția să o lase să îi coasă nasturi în locul ochilor. Coraline e îngrozită și fuge în casa reală, spre dezamăgirea Celeilalte Mame. La revenirea în vechiul apartament, Coraline nu își găsește părinții adevărați și, când vede că nu apar nici a doua zi, deduce că Cealaltă Mamă i-a răpit. Deși speriată, fata se întoarce în Cealaltă Lume pentru a-i salva. Cealaltă Mamă încearcă din nou să o convingă să rămână, dar Coraline refuză și, drept pedeapsă, e închisă în spatele unei oglinzi. 
În întuneric, ea întâlnește trei copii fantomă, fiecare din alt timp, care au lăsat-o pe Beldam (Cealaltă Mamă) să le coasă nasturi în locul ochilor. Ei îi povestesc cum, în cele din urmă, ea s-a plictisit de ei, le-a mâncat trupurile și le-a vrăjit sufletele. Copiii fantomă o imploră pe Coraline să evite această soartă și să îi ajute să își găsească sufletele, pentru a părăsi Cealaltă Lume. 
Când Cealaltă Mamă o eliberează pe Coraline din spatele oglinzii, fata este îndemnată de pisică să o înfrunte, deoarece "ea e genul care adoră jocurile și provocările". Coraline îi propune un joc în care trebuie să găsească sufletele celor trei copii fantomă, precum și pe părinții ei, care sunt ascunși în Cealaltă Lume. Dacă fata va câștiga, ea, părinții ei și copiii fantomă pot pleca liberi. Dacă nu, Coraline o va lăsa pe Cealaltă Mamă să îi coasă nasturi în locul ochilor.
În căutarea ei prin Cealaltă Lume, Coraline trece peste toate obstacolele puse în cale de Cealaltă Mamă, folosind agerimea și piatra primită de la Miss Spink pentru a găsi sufletele copiilor fantomă și pe părinții ei. Când jocul se apropie de sfârșit, copiii fantomă o avertizează pe Coraline că, chiar dacă va câștiga, Cealaltă Mamă nu o va lăsa să plece. Ghicind că părinții ei sunt prizonieri în globul cu zăpadă, Coraline o păcălește pe Cealaltă Mamă că sunt în spatele unei uși și, când aceasta o deschide, fata ia globul, aruncă pisica spre ea, ia cheia și fuge în lumea reală. Când închide ușa, îi prinde Celeilalte Mame mâna, rănind-o. Ajunsă acasă, Coraline își găsește părinți teferi și nevătămați. 
În timpul nopții aceleia, Coraline visează că îi întâlnește pe cei trei copii înainte ca ei să treacă în viața de apoi. Aceștia o avertizează că munca ei nu s-a terminat, deoarece mâna Celeilalte Mame este în lumea reală, așteptând să apuce cheia care deschide ușa ce unește lumile. Coraline merge la o fântână din pădurea de lângă casă, folosind cheia pentru a ademeni mâna Celeilalte Mame să ajungă pe fundul fântânii. Victorioasă, revine acasă, pregătită să își reia viața obișnuită pe care a ajuns să o accepte și să o iubească.

## Adaptări

### Film
Cu sprijinul studioului de animație Laika, regizorul Henry Selick a lansat în anul 2009 un film cu stop-cadre, care a primit recenzii favorabile, fiind nominalizat la a 82-a ediție a premiilor Academiei.

### Roman ilustrat
În 2008 a fost lansată adaptarea sub formă de roman ilustrat, cu desene de P. Craig Russell și text de Todd Klein.

### Musical
Pe 6 mai 2009, la Lucille Lortel Theatre a avut loc premiera adaptării pentru teatru realizată de MCC Theater și True Love Productions, muzica și versurile fiind semnate de Stephin Merritt.
Producția folosește o distribuție non-tradițională, un adult jucând rolul principal al copilului.

### Joc video
D3 Publisher of America a lansat un joc video bazat pe film pe 27 ianuarie 2009. Destinat platformelor PlayStation 2, Nintendo DS și Wii, el permite conducerea personajului Coraline, interacțiunea cu alte personaje și jucarea unor mini-scenarii. Jocul a primit recenzii destul de nefavorabile.